# Ingobbio

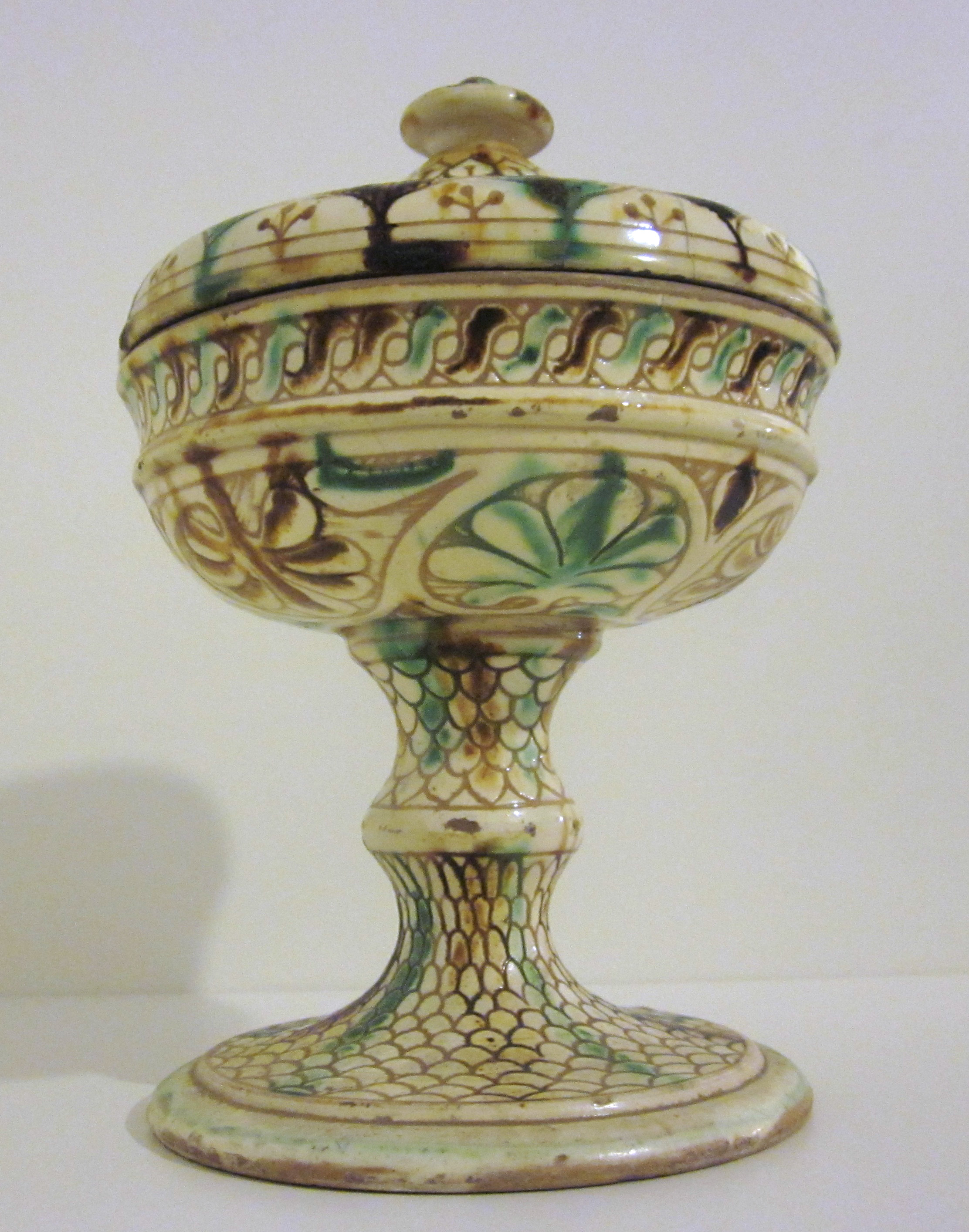
Calice con coperchio in ceramica ingobbiata graffita, ca. 1900.

L'ingobbio o engobbio è una tecnica di copertura e decorazione per terracotta e ceramica.

## Definizione
Il termine ingobbio trae origine dal francese engober, ricoprire con uno strato di terra, ed è comunemente impiegato nel linguaggio tecnico moderno per indicare un rivestimento a base argillosa che ricopre il corpo ceramico. Sebbene le tecniche di lavorazione siano differenti, la composizione e le caratteristiche rimangono simili, quindi il termine "ingobbio" può essere applicato in riferimento alla produzione ceramica dal mondo antico ai nostri giorni.

## Storia
La necessità di coprire con una superficie non trasparente un corpo ceramico si è concretizzata nella tecnica dell'ingobbio (inglese: slip, francese: engobe, tedesco: Engobe) che consiste in una copertura ottenuta con un miscuglio di argilla. Su questa veniva dipinta la decorazione, fissata da un sottile strato di vetrina prima della cottura. Questo tipo di copertura, già in uso in parecchie civiltà antiche (aree mesopotamiche e del Vicino Oriente nel III millennio a.C.), si diffonde nelle manifatture italiane e, più generalmente europee, a partire dalla fine del XII-inizi del XIII secolo attraverso trasmissione delle tecniche dalle aree bizantine e del mondo arabo. Le prime attestazioni di ceramica ingobbiata emergono in Persia orientale durante il periodo samanide (IX-X secolo). La produzione persiana dura ancora dopo l'avvento della dinastia dei Selgiuchidi (metà XI secolo) spinta da influssi cinesi. Le ingobbiate in Italia giungono con contatti politici e commerciali anche grazie al ruolo assunto dalle Repubbliche marinare, quale ad esempio Venezia che importa la tecnica dalle aree bizantine, utilizzando simili basi tecniche e stilistiche.
L'ingobbio, come composizione chimica, è un composto simile alla barbottina, dalla quale è, però, dissimile alla vista per colorazione.

## Caratteristiche tecniche
L'ingobbio è quindi uno strato sottile a base di argilla, di composizione e proprietà fisico-chimiche variabili, che ricopre la superficie del manufatto allo scopo di migliorarne l'aspetto (livella le rugosità della superficie e la nasconde con diversi e più gradevoli colori), offrendo inoltre nuove possibilità per la decorazione, e la funzione, conferendo al pezzo un grado di impermeabilità superiore a quella del corpo ceramico sottostante.
Con riferimento al mondo antico i due tipi di ingobbio più comuni sono quello colorato nella gamma del rosso (terra sigillata, vernice rossa) e quello bianco o comunque molto chiaro.
Ingobbio rossoè un rivestimento argilloso ocraceo, con minerali del ferro a componente argillosa più o meno limitata. I minerali del ferro sono costituiti essenzialmente da ematite e limonite, spesso presenti insieme negli aggregati ocracei: se prevale l'ematite il colore è nel campo del rosso, se prevale la limonite il colore è nel campo del giallo-arancione. Maggiore o minore intensità della tinta dipende dalla presenza più o meno importante di ossidi e idrossidi di ferro e subisce l'influenza dell'atmosfera prevalente nella fornace (soprattutto durante la fase di raffreddamento): un ambiente ossidante (ampia circolazione d'aria) produce colorazioni nel campo del rosso; la mancanza di ossigeno, abbinata ad una temperatura eccessiva, causa il viraggio da rosso a nero a causa della trasformazione da ossido ferrico (ematite, rossa) in ossido ferroso-ferrico (magnetite, nera) come nel caso della vernice nera.
Ingobbio biancoè un rivestimento argilloso caolinico. Nel mondo antico è meno comune dell'ingobbio rosso, a causa della maggiore difficoltà di reperimento delle caoliniti rispetto all'ocra rossa e all'argilla ferruginosa. Nel mondo classico l'ingobbio bianco caratterizza la classe ceramica denominata a fondo bianco, sia coppe a fondo bianco sia vasi per unguenti e profumi ad uso funerario (lekythos). L'ingobbio bianco lo troviamo impiegato anche per ricoprire opere figurate a rilievo, come alcune delle statuette dette tanagrine. In età medievale e postmedievale tale rivestimento è utilizzato sia per creare una base chiara per decorazioni pittoriche o graffite, sia per creare decorazioni a pennello direttamente sul corpo ceramico.

## Applicazione
La miscela che il vasaio deve stendere sul manufatto deve rispondere a determinate caratteristiche:
- Densità: non deve essere troppo densa (altrimenti si raggruma), né troppo liquida (altrimenti rischia di inzuppare il manufatto e/o colare in basso).

- Viscosità: deve essere tale da impedire una sedimentazione troppo rapida dei componenti solidi durante il tempo necessario all'applicazione.

- Fluidità: deve essere tale da permettere una buona aderenza, un giusto assorbimento del liquido ed un facile scorrimento.

Condizione preliminare all'applicazione è lo “stato di cuoio”, cioè il giusto grado di essiccamento del manufatto: una superficie troppo umida sarebbe quasi priva di porosità, impedendo l'assorbimento del composto. L'ingobbio va quindi utilizzato quando il pezzo da decorare non è ancora del tutto asciutto, proprio così come avviene per l'affresco.
Per precauzione (possibilità che si creino microfratture durante la cottura) il vasaio non ricopre tutta la superficie del vaso, ma lascia alcune zone scoperte (piede o parte sottostante il piede), affinché vapore acqueo e altri gas di reazione possano uscire liberamente.
L'applicazione può essere eseguita seguendo diverse tecniche:
- Applicazione per immersione: adatta per i manufatti di piccole dimensioni, da immergere rapidamente, e più o meno completamente, nel rivestimento.

- Applicazione per aspersione: è utilizzata per manufatti di grandi dimensioni difficili da spostare. Consiste nell'aspergere un oggetto con piccole dosi di rivestimento fatto colare dall'alto, coprendo con particolare attenzione bocca, collo e spalla del vaso, girandovi attorno. La parte inferiore del vaso non è accuratamente ricoperta e spesso presenta dei difetti come colature o assenze di rivestimento. A volte i vasi erano rivestiti anche all'interno e in questo caso la miscela veniva versata dentro il collo e il vaso fatto rotolare velocemente per poi essere capovolto e far defluire il rivestimento in eccesso. Spesso sono visibili anche le impronte delle dita degli artigiani.

- Applicazione a pennellatura: tecnica impiegata per manufatti di pregio, decorati e non decorati, dove la precisione è regola assoluta (di preferenza il vaso è collocato sopra il tornio). Si ricorre alla pennellatura anche per i manufatti che abbiano una superficie talmente ricca di curve e di incavi da richiedere attenzioni particolari: se si procedesse con l'immersione o l'aspersione, gli incavi si riempirebbero ostacolando l'uniformità dello strato.

## Tecniche decorative
- Pigmentazione o decorazione pittorica: si tratta della tecnica di decorazione che prevede la possibilità di dipingere la superficie della ceramica, già precedentemente ricoperta di ingobbio, con pigmenti coloranti finemente macinati disciolti in acqua ed applicati a pennello. La varietà più semplice è l'ingobbiata “dipinta”, in cui le superfici erano decorate con pennellate gialle, verdi e brune. Esiste poi l'ingobbiata “schizzata” che si realizzava spruzzando l'ingobbio direttamente sulla superficie dell'oggetto ingobbiato. L'ingobbiata “maculata”, invece, si otteneva nello stesso modo, con la differenza che la spruzzatura era effettuata con pigmenti di vari colori (solitamente verdi) sulla superficie dell'oggetto precedentemente rivestita di ingobbio. Si può anche riprodurre “l'effetto marmo e quindi la varietà denominata della ceramica “ingobbiata marmorizzata”: sembra verosimile che il vasaio versasse sul manufatto essiccato l'ingobbio bianco, sul quale, mentre era ancora bagnato, poneva delle barbottine colorate o dei pigmenti (rosso, verde, bruno manganese) e poi con movimenti rapidi creava striature irregolari. In tutti questi casi, dopo la decorazione a base di ingobbio e pigmenti, l'oggetto veniva fatto seccare nuovamente e cotto in fornace (prima cottura); in seguito a questa prima cottura l'oggetto veniva ricoperto da una miscela vetrosa (vetrina) per renderlo impermeabile e posto nuovamente in fornace per una seconda cottura. Va quindi tenuto in considerazione che una volta asciugato il colore (nell'asciugatura il pezzo va tenuto lontano da fonti di calore e all'asciutto) la terra cruda, che diverrà ceramica dopo la prima cottura a 1000 °C, sarà infornata (procedimento detto di biscottatura); successivamente sarà versata sopra della cristallina a seconda se si desidera o no un effetto lucido, tenendo presente che gli ingobbi sono colori opachi e non lucidi.

- Incisione o graffitura: l'incisione o graffitura è una tecnica decorativa originaria dell'Estremo Oriente e successivamente diffusa nel mondo bizantino. Essa consiste nell'incidere la superficie dell'oggetto con una punta acuminata. L'incisione, nel caso delle ceramiche ingobbiate, produceva l'effetto di mettere in risalto la differenza cromatica dell'ingobbio rispetto al corpo ceramico di base; ulteriori effetti potevano essere raggiunti mediante l'uso di pigmenti colorati che campivano le superfici.

Nell'ambito della tecnica per incisione, si riconoscono varie tipologie di decori:
- graffitura a punta: la superficie dell'oggetto tornito ma non ancora cotto era ricoperta di ingobbio e veniva incisa con una punta fine per creare un disegno. Di solito il decoro veniva ravvivato con tocchi di colore, solitamente giallo, verde e bruno (di qui la definizione “graffita a punta policroma”). L'oggetto era cotto in fornace una prima volta, poi ricoperto di vetrina per essere impermeabilizzato e quindi cotto una seconda volta in fornace. (ceramica invetriata)

- graffitura a stecca: con la “stecca”, uno strumento ad estremità appiattita e squadrata simile a quella di uno scalpello, si creavano, asportando l'ingobbio steso sul corpo ceramico crudo ed intaccandone più o meno profondamente la superficie, delle bande più o meno larghe. Anche in questo caso l'oggetto era cotto in fornace una prima volta, poi ricoperto di vetrina per essere impermeabilizzato e quindi cotto una seconda volta in fornace.

- graffitura a “fondo ribassato”: le graffite “a fondo ribassato”  erano caratterizzate da un'asportazione notevole di ingobbio, condotta attraverso l'impiego di una punta sottile o di una stecca più volte lasciate scorrere sulla superficie in modo da ottenere un effetto di bassorilievo. La cottura seguiva le medesime prescrizioni di cui sopra.

## Le produzioni in ingobbiata
Le ceramiche ingobbiate includono una serie di tipologie ceramiche classificate su base stilistica, geografica e culturale. Le distinzioni in base alle tecniche decorative utilizzate suddividono la ceramica in base agli abbinamenti dell'ingobbio: 
| Ingobbio + vetrina |

| Pigmentazione della vetrina |

| Ceramica ingobbiata monocroma |

| Ingobbio + vetrina |

| Decorazione dipinta |

| Ceramica ingobbiata dipinta policroma |

| Ingobbio + vetrina |

| Decorazione Graffita |

| Ceramica graffita (può essere monocroma o policroma a seconda dell'aggiunta o meno anche di decorazioni pittoriche) |

Al gruppo delle ceramiche graffite policrome, il più corposo, si riferisce la cosiddetta graffita arcaica, una classe molto diffusa nell'Italia settentrionale dove erano localizzati i centri produttivi principali. Questa classe si sviluppa durante il Basso Medioevo. Le caratteristiche sono l'incisione a punta dell'ingobbio e un secondo rivestimento di vetrina gialla o raramente verde. A questa tipologia afferiscono diverse classi, individuate in base alle decorazioni e alle zone di produzione.

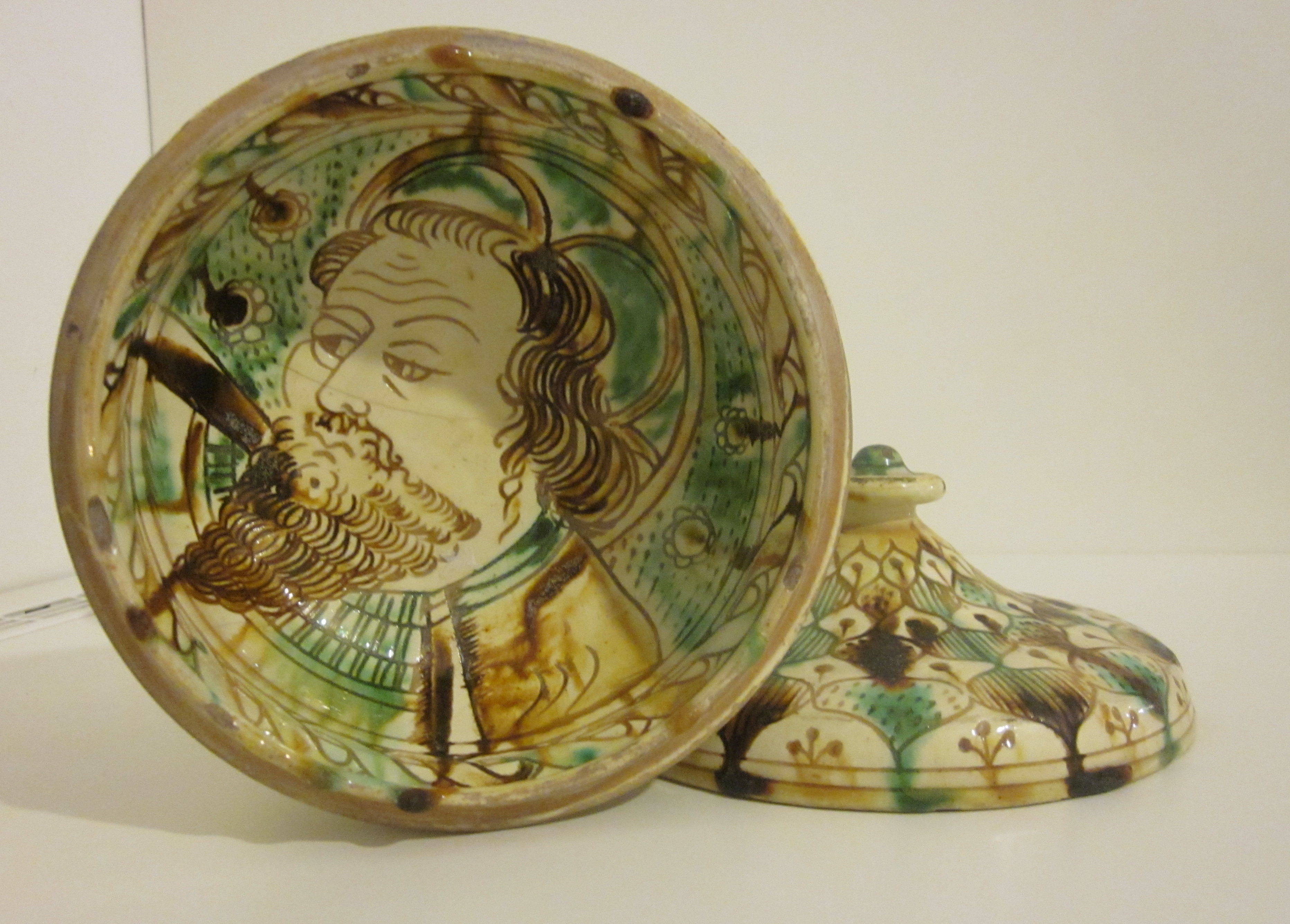
Calice con coperchio in ceramica ingobbiata graffita, ca. 1900.

I. Graffita arcaica tirrenica
II. Graffita “spirale-cerchio”
III. Graffita “tipo S. Bartolo”
IV. Graffita arcaica padana.